# Galdhøpiggen
Der Galdhøpiggen im Jotunheimen-Gebirge ist mit 2469 moh. der höchste Berg Norwegens und ganz Skandinaviens. Er liegt in der Kommune Lom der Provinz (Fylke) Innlandet.

## Lage

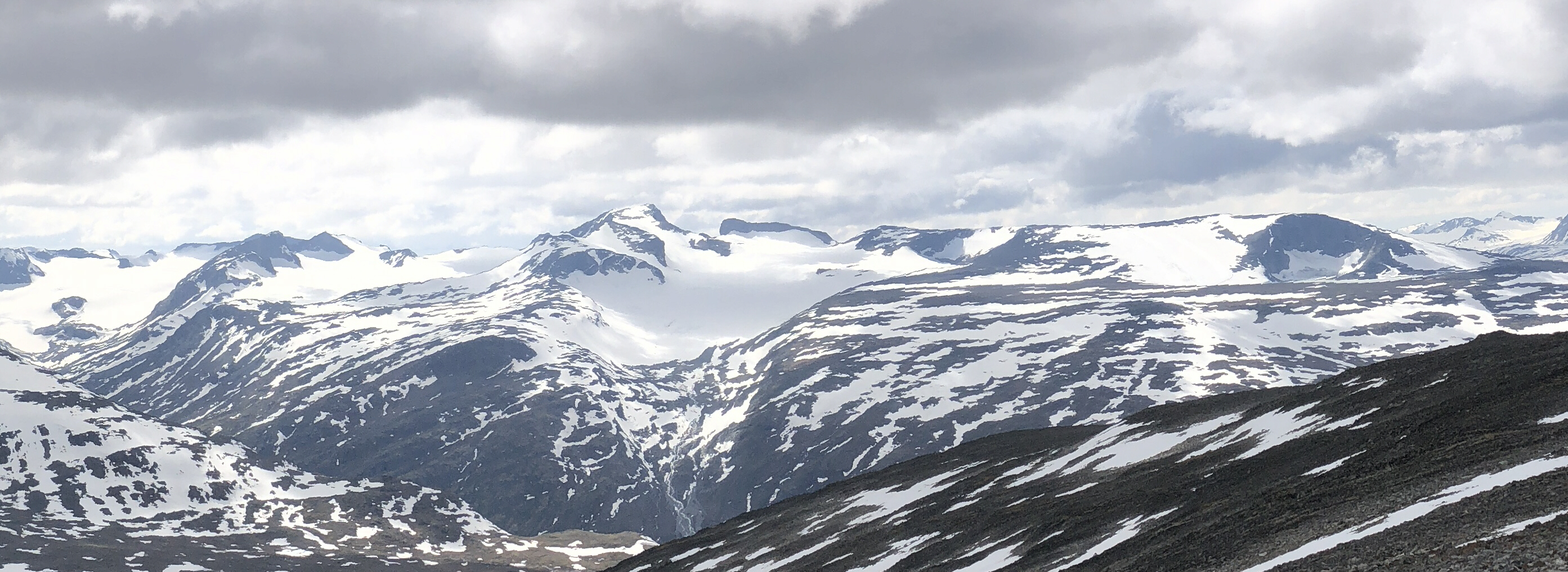
Lage des Galdhøpiggen von Osten gesehen (mittig), links direkt davor Keilhaus Topp und Svellnose, rechts Galdhøpiggen Porta, Vesle Galdhøpiggen und Galdhøe und Kjelen, links vom Gipfel der Tverråtinden, die Gletscher (von links nach rechts): Tverråbrean, Svellnosebrean, Piggebrean, Styggebrean, Vesljuvbrean (Galdhøpiggen Sommerskisenter)

Der Berg ist ringsum von Gletschern umgeben und hat im Südosten mit Keilhaus topp (2355 moh.) und Svellnose (2272 moh.) zwei Nebengipfel. Der fast bis zum Gipfel des Galdhøpiggen hinaufreichende Piggebrean fließt nordöstlich vom Gipfelaufbau des Berges hinunter, (im unteren Teil steil und mit großen Spalten) wo er in den weitläufigen Styggebrean übergeht, welcher nördlich des Gipfels an der Galdhøpiggen Porta (Scharte) beginnt und nach Osten weit Richtung Visdalen hinabzieht. Im Süden unterhalb des Galdhøpiggen liegt mit dem Svellnosebrean eine große Gletscherfläche, die ebenfalls weit Richtung Visdalen abfällt. Im Osten bzw. Nordosten liegt der Storjuvbrean, der Richtung Leirdalen fließt, durch dessen unteren Teil die Sognefjellstraße führt. Der nächste bedeutende Gipfel im Osten ist der östlich des Visdalen liegende Glittertinden. Gegenüber im Western liegt der Skardstinden. Der weniger markante Galdhøe befindet sich in nördlicher Richtung, im Süden der Tverråtindan.
Direkt unterhalb des Gipfels steht die bereits 1888 errichtete Volehytta - eine kleine, einfache Berghütte, die bei gutem Wetter im Sommer bewirtschaftet wird (Essen, Trinken; keine Übernachtungsmöglichkeit). Sie ist in der Regel von Mitte Juni bis Mitte August durch das Team der Juvashytta bewartet und in der Vor- und Nachsaison zeitweise durch Bergführer im Rahmen von Gipfeltouren mit Gästen.
Bemerkenswert ist die Dominanz des Galdhøpiggen: Sie beträgt über 1.500 Kilometer, da der nächstgelegene höhere Berg der Kriváň in der Hohen Tatra in der Slowakei ist.

## Geschichte
Die Erstbesteigung fand im Juli 1850 durch Steinar Sulheim, S. Flaatten und L. Arnesen statt.
Der Galdhøpiggen war nicht immer der höchste Berg des Landes: Bis 1981 galt der Glittertind aufgrund seiner Eiskappe auf dem Felsgipfel (dieser hat eine Höhe von 2452 moh.) als höchster Berg Norwegens. Die Eiskappe des Glittertind ist allerdings kontinuierlich abgeschmolzen, wodurch der Berg zunehmend an Höhe verlor und dadurch zum nur noch zweithöchsten Berg Norwegens und Skandinaviens wurde. Im September 2023 war der höchste Punkt des Glittertind erstmals eis- und schneefrei, so dass die Höhe nur mehr 2452 moh. beträgt.

## Anstiege

Panorama vom Gipfel des Galdhøpiggen Richtung Westen über Norden bis Osten: Vesfjelltinen zwischen den beiden Ästen des Hurrbrean (hinten), Skardstinden, Storjuvbrean, Vesle Galdhøpiggen, Styggebrean, Galdhøe, Juvvatnet, Juvvasshytta, Visdalen, Piggebrean, Glittertind (von links nach rechts)

Es gibt zwei Möglichkeiten zum Anstieg.
- Die kürzeste, allerdings Gletscherausrüstung erfordernde Route führt von der Juvasshütte (1841 moh.), gelegen am See Juvvatnet, auf den Gipfel. Die Hütte ist auf einer von der RV 55 (Sognjefjellet-Straße) im Bøverdalen abzweigenden Mautstraße (ab Raudbergstulen, dort automatische Kennzeichenerfassung) erreichbar. Von der Hütte führt der mit Steinmännern markierte Pfad teils auf Steigspuren, teils über blockiges Geröll zum Gletscher. Kurz vor dem Gletscher wird die Grenze zum Jotunheimen-Nationalpark passiert. Der weitere Aufstieg erfolgt dann über den nur mäßig ansteigenden, teils auch flachen Gletscher Styggebreen (Vorsicht Spalten!) zu einem blockigen Rücken zwischen den Gletschern Piggebrean (links) und Styggebrean (rechts), der dann schmaler werdend in einigen Steilstufen in den Nordostgrat des Galdhøpiggen übergeht. Über diesen Felsrücken, der kaum ausgesetzt ist, erfolgt teils auf Steigspuren, teils im Blockgelände der weitere Aufstieg - nur wenige Stellen erreichen den Schwierigkeitsgrad I und erfordern den Einsatz der Hände. Weiter oben kann man über den Gletscher Piggebrean oder aber auch im Blockgelände zur Hütte am Gipfel und weiter zum höchsten Punkt (Metall-Dreibein) aufsteigen. Es werden für die beschriebene Route regelmäßig geführte Touren angeboten. Zeitbedarf Aufstieg ca. 3 Stunden, Abstieg ca. 2,5 Stunden.
- Der etwas weitere Weg, der dafür ohne Gletscherausrüstung machbar ist, geht von der Berghütte Spiterstulen (1104 moh.) im Visdalen aus, erreichbar durch eine bei Røysheim von der RV 55 (Sognjefjellet-Straße) abzweigende, teils ruppige rund 20 Kilometer lange Forststraße (Mautstraße die letzten 5 Kilometer, automatische Kennzeichenerfassung). Diese Zufahrt hat Wintersperre. Geöffnet ist sie nur während der Hüttenöffnungszeiten März bis Anfang Mai und von Juni bis Mitte September. Von der Hütte ist es ein gut vierstündiger Aufstieg über einen markierten Pfad, der über die beiden Nebengipfel und über den obersten Teil des Piggebreen (auch gletscherfrei umgehbar durch Blockgelände links vom Gletscher) auf den Berg führt. Der Abstieg dauert gut zweieinhalb Stunden.

Im Frühjahr wird der Berg häufig im Rahmen von Skitouren bestiegen - in der Regel von Spiterstulen aus (die Hütte ist für Skitouren geöffnet von ca. Anfang März bis Anfang Mai) bzw. von der Juvashytta ab ca. Mitte Mai, wenn die Mautstraße wieder geöffnet ist.

Panorama vom Gipfel des Galdhøpiggen Richtung Westen über Süden bis Osten: Keilhaus Topp und Svellnose (dahinter), Leirhøe, Hellstugtinden, Volehytta, Svellnosebrean, Tverråtindan, Storjuvtinden, Skardstinden, Storjuvbrean, Vesle Galdhøpiggen (von links nach rechts)

An der Juvasshütte gibt es auf dem Gletscher Vesljuvbrean (deutsch: Kleiner Juv-Gletscher) ein Alpinskigebiet. Diese Skianlage heißt „Galdhøpiggen Sommerskisenter“ und ist folglich nur im Sommer, ab ca. Mitte Mai und dann so lange, wie es die Naturschneelage erlaubt, in Betrieb. Das Skigebiet dient vor allem als Trainingsgebiet für Ski-Alpin-Wettbewerbe und hat einen rund 1.350 Meter langen Schlepplift (Doppelmayr), der eine Vielzahl an Pisten erschließt. Der Höhenunterschied im Skigebiet beträgt gut 350 Höhenmeter, die Abfahrten beidseits des Liftes sind jeweils rund 1,5 Kilometer lang. Ab dem Zeitpunkt, wenn das Skigebiet öffnet, ist auch die im Winter gesperrte Mautstraße zur Juvashytta geöffnet - die Wintersperre beginnt je nach Wetter-/Schneelage in der Regel ab Herbst. In der Übergangsphase ab Mitte September ist die Straße oft nur noch tagsüber geöffnet (Nachtsperre).